# 2.º Ejército (Hungría)
El 2.º Ejército Húngaro (en magiar: Második Magyar Hadsereg) fue uno de los tres ejércitos (hadsereg) constituidos por el Reino de Hungría (Magyar Királyság) que actuaron durante la Segunda Guerra Mundial. Los tres ejércitos fueron organizados a partir del 1 de marzo de 1940. El Segundo Ejército era el mejor equipado de los tres al inicio de la guerra, pero fue virtualmente destruido por el Ejército Rojo al concluir la batalla de Stalingrado, sufriendo un 84 % de bajas. Hacia el final de la contienda, nuevamente reforzado luchó más exitosamente en la batalla de Debrecen, pero finalmente durante el Sitio de Budapest, fue eliminado casi por completo e incorporado al Tercer Ejército Húngaro.

## Comandantes
El Segundo Ejército Húngaro tuvo cuatro comandantes desde el 1 de marzo de 1940 hasta el 13 de noviembre de 1944:
- El teniente general Gusztáv Vitéz Jány (vitéz Jány Gusztáv), de marzo de 1940 hasta el 5 de agosto de 1943.
- El teniente general Géza Lakatos, desde el 5 de agosto de 1943 hasta 1 de abril de 1944
- El teniente general Lajos Veress von Dálnoki, desde abril de 1944 hasta el 16 de octubre de 1944.
- El teniente general Jenő Major, desde el 16 de octubre de 1944 hasta el 16 de noviembre de 1944.

## Historial de operaciones

### Entrada en guerra
Antes de la guerra las Fuerzas Armadas de Hungría poseían una limitada fuerza de ochenta mil efectivos, distribuidos en siete cuerpos armados, cada unos de los cuales constituidos por tres divisiones de infantería, que a su vez se dividían en tres regimientos de infantería y uno de artillería. Cada cuerpo también incluía dos brigadas de caballería, dos de infantería motorizada, una batería antiaérea, una compañía de comunicaciones y un contingente de caballería de reconocimiento. El 11 de marzo de 1940, el Ejército Húngaro se aumentó a tres grupos de ejército, cada uno de los cuales estaba constituido por tres cuerpos.
Hungría no participó activamente en la etapa inicial de la Operación Barbarroja, haciéndolo a partir del 27 de junio de 1941, después de la declaración de guerra a la Unión Soviética, a raíz del bombardeo de Kassa. Al principio solo un grupo (Gyorshadtest) fue enviado al Frente Oriental en apoyo del 17.º Ejército alemán.

### Stalingrado
En abril de 1942, una fuerza de 209.000 hombres se sumó al Grupo de Ejércitos Sur alemán en su campaña al sur de la Unión Soviética. En junio del mismo año inició su accionar como parte de Grupo de Ejércitos B en la Operación Azul (Fall Blau).

#### Vorónezh
Durante junio y julio de 1942, en la antesala a la batalla de Stalingrado, el Segundo Ejército Húngaro participó en la batalla de Vorónezh, apoyando el accionar del 4.º Ejército Panzer en los alrededores de la ciudad de Vorónezh sobre el río Don, enfrentando al Frente Vorónezh soviético. Evento que tácticamente fue una victoria pírrica para las fuerzas del Eje, pues retrasó enormemente la llegada del 4.º Ejército Panzer a la región del Cáucaso.

#### El río Don, Operación Saturno y derrota en Stalingrado
El 2.º Ejército húngaro es conocido por su participación en la batalla de Stalingrado. Antes de ser enviados a la Unión Soviética, los soldados regulares solo recibieron ocho semanas de entrenamiento, sin prácticamente ninguna participación en maniobras bélicas.

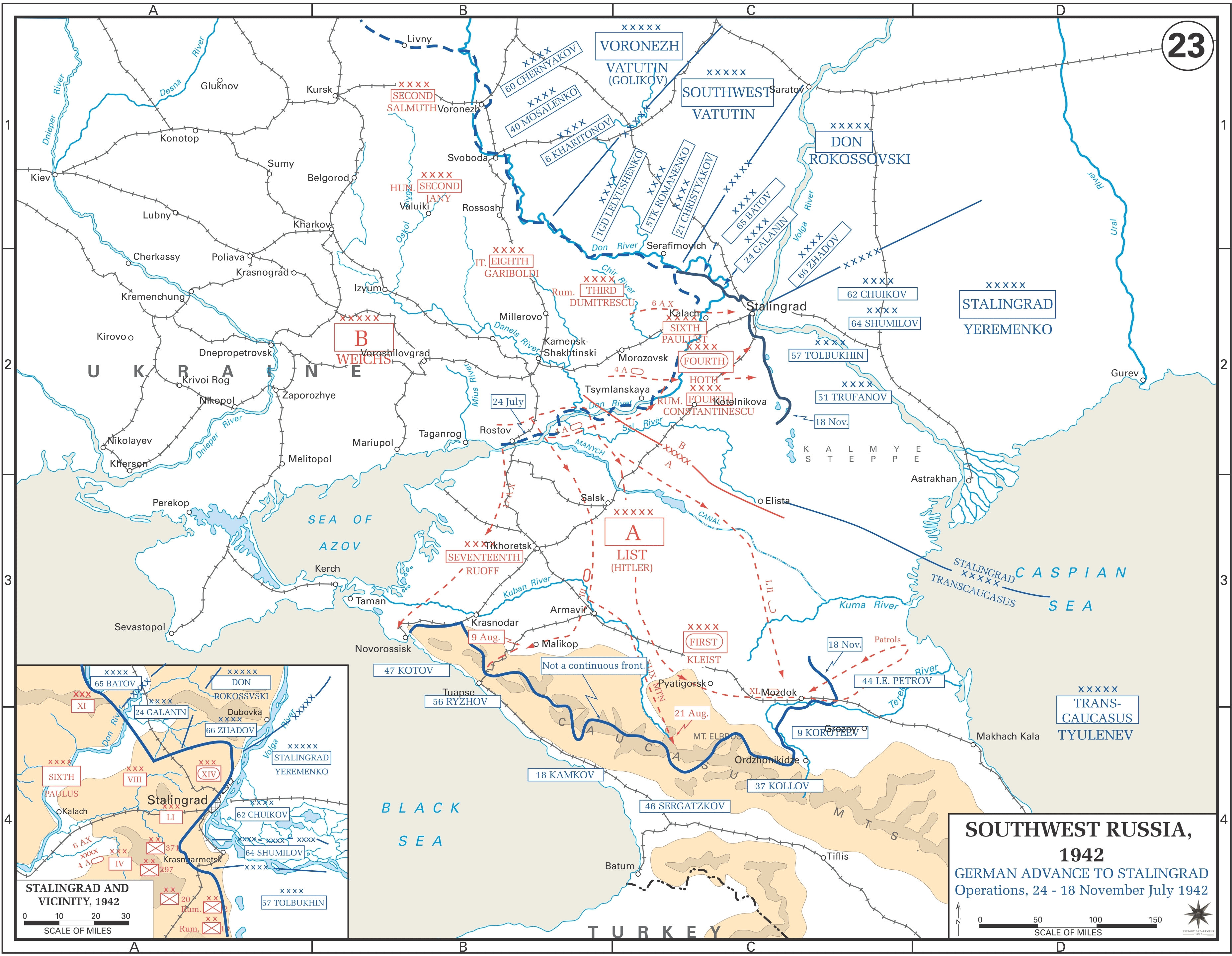
Mapa que indica la posición del 2.º Ejército húngaro cerca de Svoboda (Rusia), sobre el río Don, en el otoño de 1942.

En 1942 se le encomendó la tarea de proteger el flanco norte del 8.º Ejército italiano entre Novaya Pokrovka sobre el río Don y Rossosh.
Esto permitió al 6.º Ejército alemán avanzar para atacar al 62.º Ejército soviético asentado en Stalingrado.
El 2.º Ejército Húngaro, al igual que todos aquellos que cubrían los flancos del 6.º Ejército alemán, fueron aniquilados cuando los soviéticos lanzaron la ofensiva con el propósito de rodearlo en el culmen de la batalla de Stalingrado. El primer movimiento realizado por los soviéticos consistió en avanzar sobre los 3.º y 4.º Ejércitos rumanos, aislando al 6.º Ejército alemán.
El 12 de diciembre de 1942, los alemanes emprendieron la operación Wintergewitter con el objetivo de romper el cerco soviético. Estos contraatacaron el 16 de diciembre penetrando entre el 8.º Ejército italiano y el 2.º Ejército húngaro, amenazando el flanco de las fuerzas alemanas que intentaban romper el cerco.
Para el 13 de enero de 1943, los soviéticos ―que superaban a las fuerzas del Eje tanto en hombres como en equipamientos― iniciaron la ofensiva estratégica Vorónezh-Járkov simultáneamente sobre Bryansk, Vorónezh y el frente suroccidental. Durante esta ofensiva las tropas soviéticas superaron rápidamente al 2.º Ejército húngaro cerca de Svoboda (Unión Soviética), en cercanías del río Don.
Durante los veinte meses de actividad en el frente ruso, las pérdidas del 2.º Ejército húngaro fueron enormes. De una fuerza inicial compuesta por cerca de 200 000 soldados y 50 000 colaboradores judíos llevados a la fuerza, alrededor de 100 000 murieron, 35 000 resultaron heridos y 60 000 fueron tomados prisioneros. Solo 40 000 hombres lograron regresar a Hungría, y fueron utilizados como chivos expiatorios por Hitler, por la catastrófica derrota del Eje. "Durante la Segunda Guerra Mundial, ninguna nación perdió tanta sangre en un período tan corto de tiempo".
Luego de la batalla de Stalingrado, el 2.º Ejército húngaro, al igual que los otros componentes del Grupo de Ejércitos B, dejaron de representar una fuerza representativa. El 6.º Ejército alemán, rodeado en Stalingrado, se rindió finalmente el 2 de febrero de 1943. Los restos del 2.º Ejército húngaro retornaron a su país el 24 de mayo de 1943.